# 陳子鳳
陳子鳳（1959年—），中華民國海軍陸戰隊中將，生於臺灣高雄市鼓山區，台南市後甲人，籍貫山东省莱阳县，曾任退輔會欣林天然氣公司董事長、海軍副司令、海軍陸戰隊指揮官、海軍司令部副參謀長、參謀本部聯準室聯訓處處長、海軍陸戰隊66旅長、海軍陸戰隊新訓中心指揮官，畢業於勝利國小、後甲國中、海軍官校預備班、海軍官校正期班70年班，軍中資歷完整，2014年由海軍司令陳永康上將主持接任海軍陸戰隊指揮官，他任內以開明的美式作風與強化海軍陸戰隊的網路宣傳（例如：臉書社團與官方粉專）與多次舉辦退役隊員「回娘家」活動而廣獲退伍軍人圈及各界讚賞與聞名，也對中華民國海軍陸戰隊退役隊員的團結與塑造「無形的戰力」付出了一定程度的歷史貢獻，例如：催生全臺灣各縣市的民間海軍陸戰隊退伍軍人協會相繼積極成立，就是在他任內完成的，是一位在現役期間能與國防相關的民間團體打好關係及專注軍民合作發展的將領。

## 生平
陳子鳳出生於臺灣高雄市鼓山區，籍貫山東省萊陽縣。
陳子鳳的父親是亞洲航空公司員工，母親是臺南啟聰學校（今國立臺南大學附屬啟聰學校）教職員。
陳子鳳年幼時受父母親工作影響，雖然生於高雄市鼓山區，但後來搬家至台南市東區。上標中學以前於台南勝利國小、後甲國中求學，國中畢業後，選擇海軍官校預備班及正期班就讀，並分別畢業於預66年班、海官正70年班，同期同學有前副參謀總長蕭維民中將。
陳子鳳於2008年7月1日，時逢2008年中華民國總統選舉（政黨輪替）後的首次國軍將官晉升中，晉升少將。2015年1月1日，再晉升中將，期間屢獲黃曙光上將拔擢與重用。2019年4月15日，正式退伍，並獲蔡英文政府禮遇出任退輔會欣林天然氣公司董事長，任期4年。上標

## 荣誉

### 中华民国勋章奖章
- 光华甲种二等奖章（2017年8月1日颁授[3]）